# What Happens?...Art Farmer-Phil Woods Together
What Happens?...Art Farmer-Phil Woods Together è un album di Art Farmer e Phil Woods, pubblicato dalla Campi Records nel 1977.I brani dell'album furono registrati il 12 ottobre 1968 a Roma (Italia).

## Tracce
Lato A
1. Watch What Happens – 8:19 (Michel Legrand)
2. Chelsea Bridge – 7:40 (Billy Strayhorn)
3. Blue Bossa – 6:12 (Kenny Dorham)

Lato B
1. Blue Lights – 7:05 (Gigi Gryce)
2. The Day After – 6:30 (Tom McIntosh)
3. Sunrise Sunset – 7:45 (Jerry Bock, Sheldon Harnick)

## Musicisti
- Art Farmer - flicorno
- Phil Woods - sassofono alto
- Martial Solal - pianoforte
- Henri Texier - contrabbasso
- Daniel Humair - batteria